# Toxomerus centaureus
Toxomerus centaureus är en tvåvingeart som först beskrevs av Hull 1951.  Toxomerus centaureus ingår i släktet Toxomerus och familjen blomflugor.
Artens utbredningsområde är Colombia. Inga underarter finns listade i Catalogue of Life.